# Gilles Bourdouleix
Gilles Bourdouleix (ur. 15 kwietnia 1960 w Angers) – francuski polityk, parlamentarzysta, od 2009 do 2015 przewodniczący Narodowego Centrum Niezależnych i Chłopów.

## Życiorys
Z zawodu nauczyciel. W 1995 zaangażował się w działalność polityczną, kiedy to został wybrany na urząd mera Cholet. Uzyskiwał reelekcję w wyborach lokalnych w 2001, 2008, 2014 i 2020. Pomiędzy 1998 i 2002 zasiadał także w radzie regionu Kraj Loary, działał w tym okresie w Unii na rzecz Demokracji Francuskiej.
W 2002, 2007 i 2012 był wybierany w skład Zgromadzenia Narodowego XII, XIII i XIV kadencji jako kandydat Unii na rzecz Ruchu Ludowego lub z jej formalnym poparciem w departamencie Maine-et-Loire. Należy do niewielkiej konserwatywnej partii Narodowe Centrum Niezależnych i Chłopów, współpracującej z UMP. W 2009 został wybrany na jej przewodniczącego.
Wprowadził CNI do Unii Demokratów i Niezależnych. W 2013 opuścił jej frakcję po kontrowersyjnych słowach dotyczących Adolfa Hitlera i Romów, chociaż sam polityk twierdził, że zostały one źle zinterpretowane.